# 格碳鈉石
格碳鈉石（英語：Gregoryite）是一種無水碳酸鹽礦物，富含鉀和鈉 。 化學式為(Na2,K2,Ca)CO3。它是鈉碳酸鹽的兩種主要成分之一，在Ol Doinyo Lengai 火山的熔岩中被發現過，另一種是尼雷爾石。 
由於其無水性質，格碳鈉石與環境迅速反應，導致深色熔岩在數小時內轉化為白色物質。
1980 年格碳鈉石首次被發現，並以研究東非大裂谷的英國地質學家和作家 John Walter Gregory (1864–1932) 的名字命名 . 它與尼雷爾石、硫锰矿、石鹽、鉀鹽、螢石和方解石共生。